# Kostel svaté Máří Magdalény v Těšíně
Kostel svaté Máří Magdalény v Těšíně patří mezi nejstarší kostely v polském Těšíně, je farním kostelem farnosti svaté Máří Magdalény.

## Historie
Původní chrám byl postaven ve 13. století (1225–1263, dokončen 1289), jako románská stavba (kostel s klášterem) za městskými hradbami. Pravděpodobně z peněz Eufemie Velkopolské, ženy Vladislava I. Opolského, knížete opolského a ratibořského. Sloužil jako pohřebiště těšínských knížat. Kníže Přemysl I. Nošák nechal přistavět ke kostelu kapli svatého Spasitele.
Zpočátku byl kostel pod správou dominikánů (Řád bratří kazatelů) a byl zasvěcen Nejsvětější Panně Marii. Kostel původně zaujímal plochu pozdější příčné lodi (transeptu), později byl rozšířen, aby delší část byla dostatečně velká pro dominikánské mnichy a menší část pro věřící. Z původního dominikánského kostela se dochovaly gotické pilíře z přelomu 13. a 14. stol. a několik gotických portálů. Rovněž se stal součásti dominikánského kláštera.
Během reformace (1544–1611) byl pod správou evangelické církve, a to díky knížeti Václavovi III. Adamovi Těšínském, který jim tento objekt daroval. Byl to druhý městský kostel, kázání byla nejčastěji v němčině. Jižně od kláštera vyrostlo na místě původních klášterních zahrad Nové město.
V roce 1611 přešel zpět do vlivu dominikánského řádu, a to zásluhou Adama Václava Těšínského (syna). Dominikání jej spravovali do roku 1789. V roce 1784 se stal farním kostelem farnosti, pod kterou patřila východní část města Těšín a přilehlé vesnice. V roce 1789 byl zničen požárem. Po jeho obnově se stal hlavním farním kostelem a byl zasvěcen svaté Máří Magdaléně. Původní kostel sv. Máří Magdalény, který byl původně dřevěný a později zděný, byl na Divadelním náměstí (polsky Plac Teatralny), a byl požárem zcela zničen. Klášter dominikánů byl v tomtéž roce zlikvidován a mniši opustili město.
Chrám byl v roce 1789 obnoven díky Marii Kristině Habsbursko-Lotrinské a jejímu manželovi Albertovi Kazimírovi Sasko-Těšínskému. Zachovaly se gotické zdi hlavní lodi, příčných lodí, sakristie a bočních kaplí. Vysoké křížové klenby s lomeným obloukem, které byly poničeny při požáru, byly nahrazeny sníženými křížovými klenbami a plochými klenbami, tzv. česká placka. To bylo za období, kdy byl děkanem a proboštem Karel Findinský (1833–1897).
Obnova dodala původnímu gotickému kostelu pozdně barokně-klasicistní fasádu. V roce 1796 vznikla nad hlavním vstupem nová pozdně barokní věž završená zvonicí s pilastry. Tato přestavba se dochovala do dnešní doby. Projekt obnovy vypracoval architekt Karl Jacobi von Eckholm, který se jako hlavní architekt podílel na celkové obnově Těšína po požáru roku 1784.

## Popis
Chrám je postaven na půdorysu kříže (latinského) s prodlouženým kněžištěm a krátkou lodí. Hlavní gotický portál kostela pochází z přelomu 13. a 14. století.
Na jižní straně k hlavní lodi navazuje kaple postavená ke cti Matky Boží Pomocnice věrných. Nachází se v ní obraz Matky Boží s děťátkem a dřevořezby sv. Františka a sv. Dominika.
Na severní straně se nacházejí dvě kaple:
1. Sv. Melchora Hradeckého s gotickým portálem a barokním oltářem ozdobený figurami sv. Mikuláše a sv. Judy.

1. Sv. Kříže, kterou finančně podpořil Jan Bedřich Laryš (asi v roce 1660). Zde je rozměrný barokní krucifix, s dřevořezbami sv. Jana a Matky Bolestné a dvě vitráže znázorňující sv. Annu a Jáchyma s malou Marií.

V jižní boční lodi kostela se nacházejí tři oltáře:
1. Oltář Srdce Ježíšova s figurkami andělů a na pilastrech figury sv. Ambrože a sv. Mikuláše.
2. Oltář sv. Jana Sarkandera.
3. Oltář sv. Josefa s řezbami sv. Jana Nepomuckého a sv. Antonína Paduánského.

V severní boční lodi byly také tři oltáře:
1. Oltář sv. Anny s řezbami sv. Barbory a sv. Hedviky.
2. Oltář Matky Boží z Lurd s figurami andělů a sv. Hedviky a sv. Barbory.
3. Oltář Matky Boží Čenstochovské.

Zde byl také epitaf Mikuláše Rudzkého z Rudz († 1658). V presbyteriu kostela se nachází náhrobník knížete Přemysla I. Nošáka.
V interiéru kostela převažuje barokní styl, a to vč. oltářů, kazatelny a křtitelnice, které zhotovil slezský sochař Jan Józef Schubert z Opavy. Stěny jsou zdobeny obrazy Křížové cesty od Ignáce Günthera z Opavy, z konce 18. století.
Pozdně barokní hlavní oltář z roku 1795 vytvořil moravský umělec Andreas Kasper Schweigl z Brna. Na základně sochař umístil sochy svatého Petra a Pavla a na vrcholu symbol Božské prozřetelnosti.
V roce 1858, byla na oltář umístěna malba zobrazující Marii Magdalenu, která ošetřuje Ježíši Kristu nohy. Obraz byl vyhotoven v Benátkách.
V roce 1997 zde byl umístěn obraz z 17. století, který vyobrazuje Matku Boží Těšínskou, zdobenou korunkami z filigránu.
Od roku 2002 kostel slouží jako svatostánek Matky Boží Těšínské. (polsky Sanktuarium Matki Bożej Cieszyńskiej).

## Nekropole
Kostel, resp. jeho podzemní krypta, slouží jako nekropole. Jsou zde pochováni téměř všichni těšínští Piastovci (např. Přemysl I. Nošák, Václav III. Adam, Kateřina Sidonie, Adam Václav, Markéta Kostlachowna) a významní představitelé šlechty (Mikuláš st. Rudzký z Rudz, Markéta Kostlachowna).
Z původních náhrobků se dochovala gotická plastika, ležící postava knížete ve zbroji, jde o Přemysla I. Nošáka, z přelomu 14. a 15. století od Petra Parléře, nebo jeho žáků. Je podobná těm od Přemyslovců a Lucemburků, z katedrály sv. Víta na Pražském hradě. Plastika se v novorenesančním arkádovém výklenku, který navrhoval Albín Prokop v roce 1860.
Mimo náhrobních skulptur je v kostele malá figurka pražského Jezulátka, kterou zde umístil biskup z Diecéze ostravsko-opavské Msgre. František Lobkowicz.

## Galerie

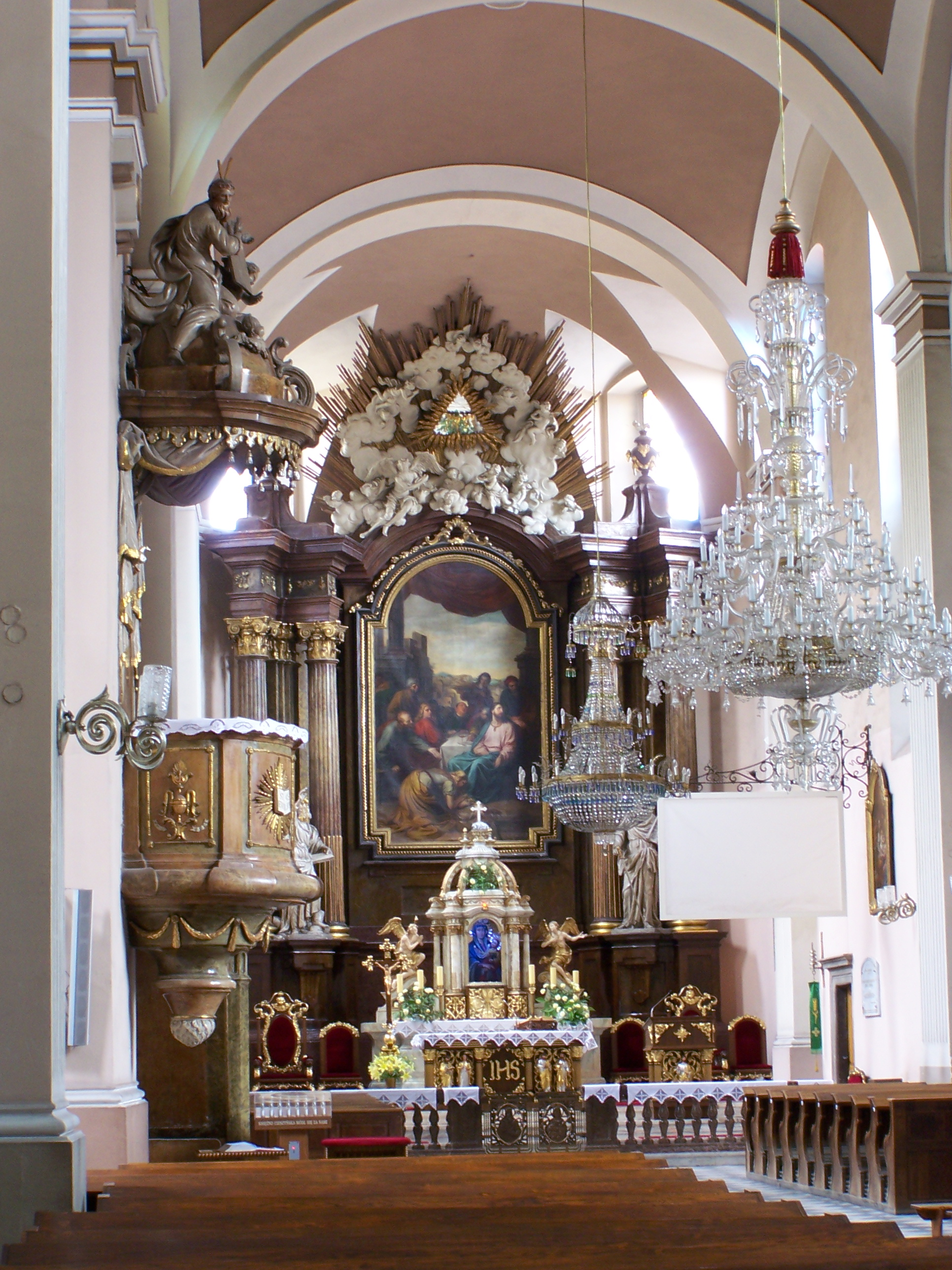
Hlavní loď
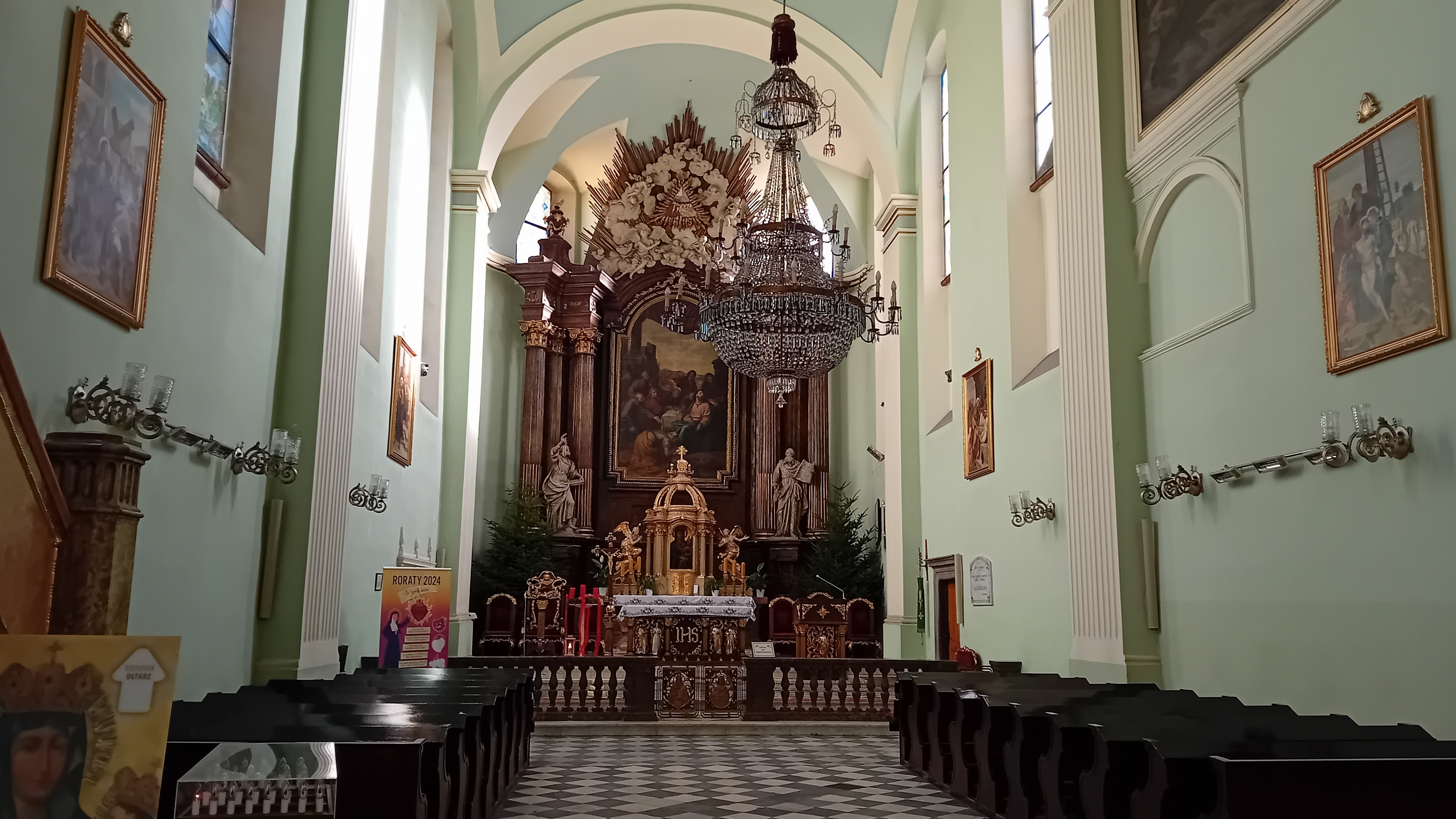
Kněžiště
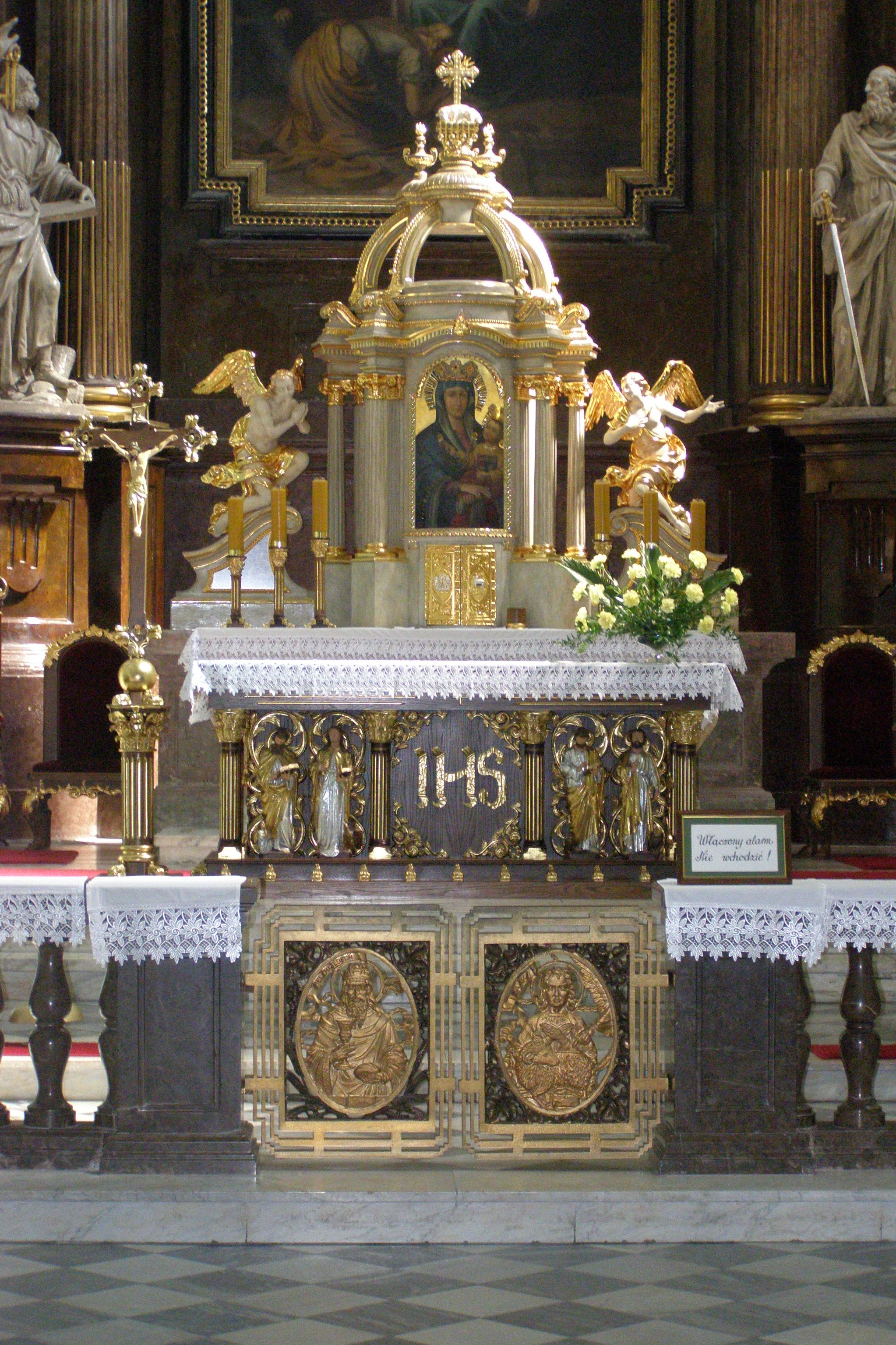
Oltář
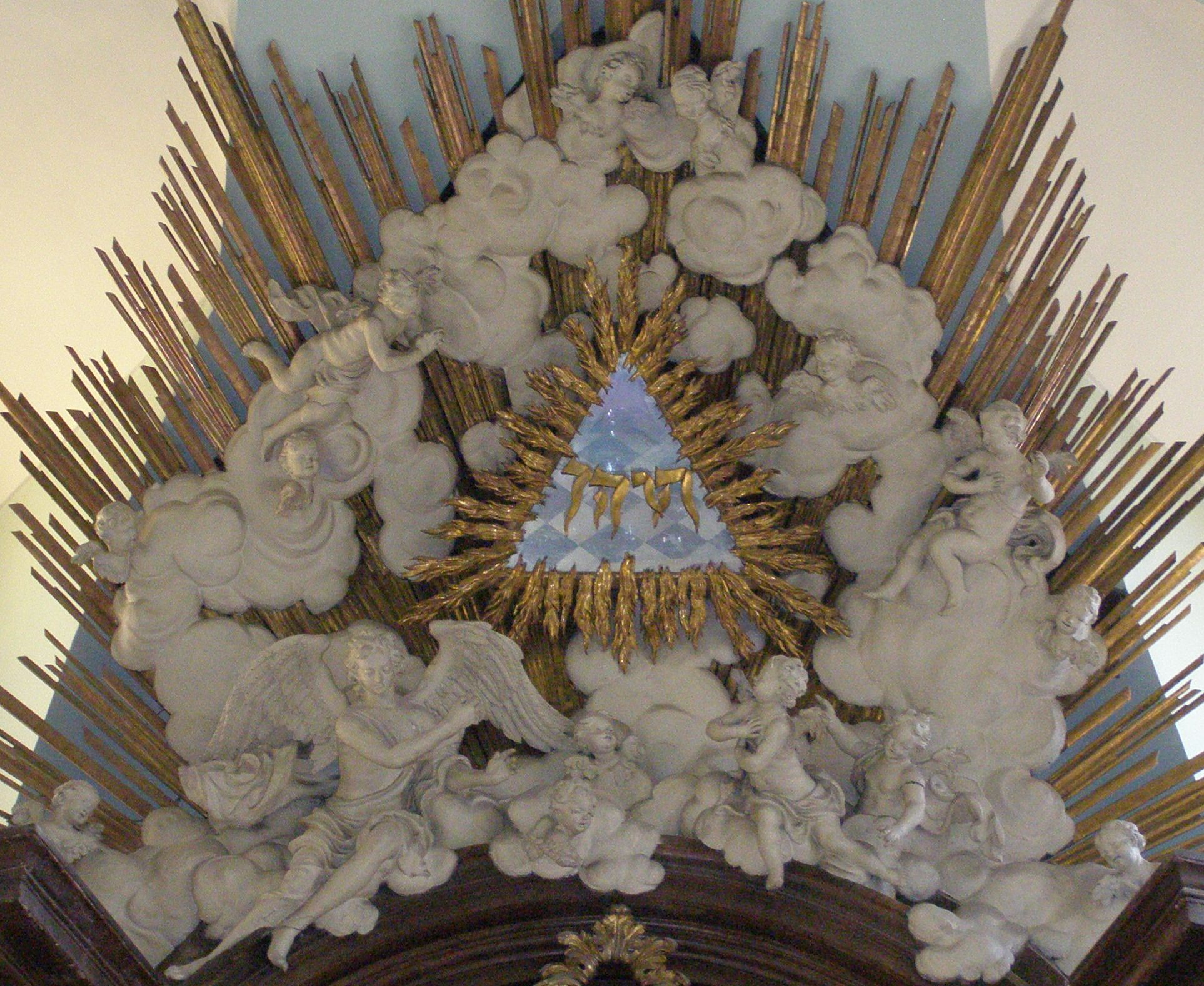
Prozřetelnost - Boží oko
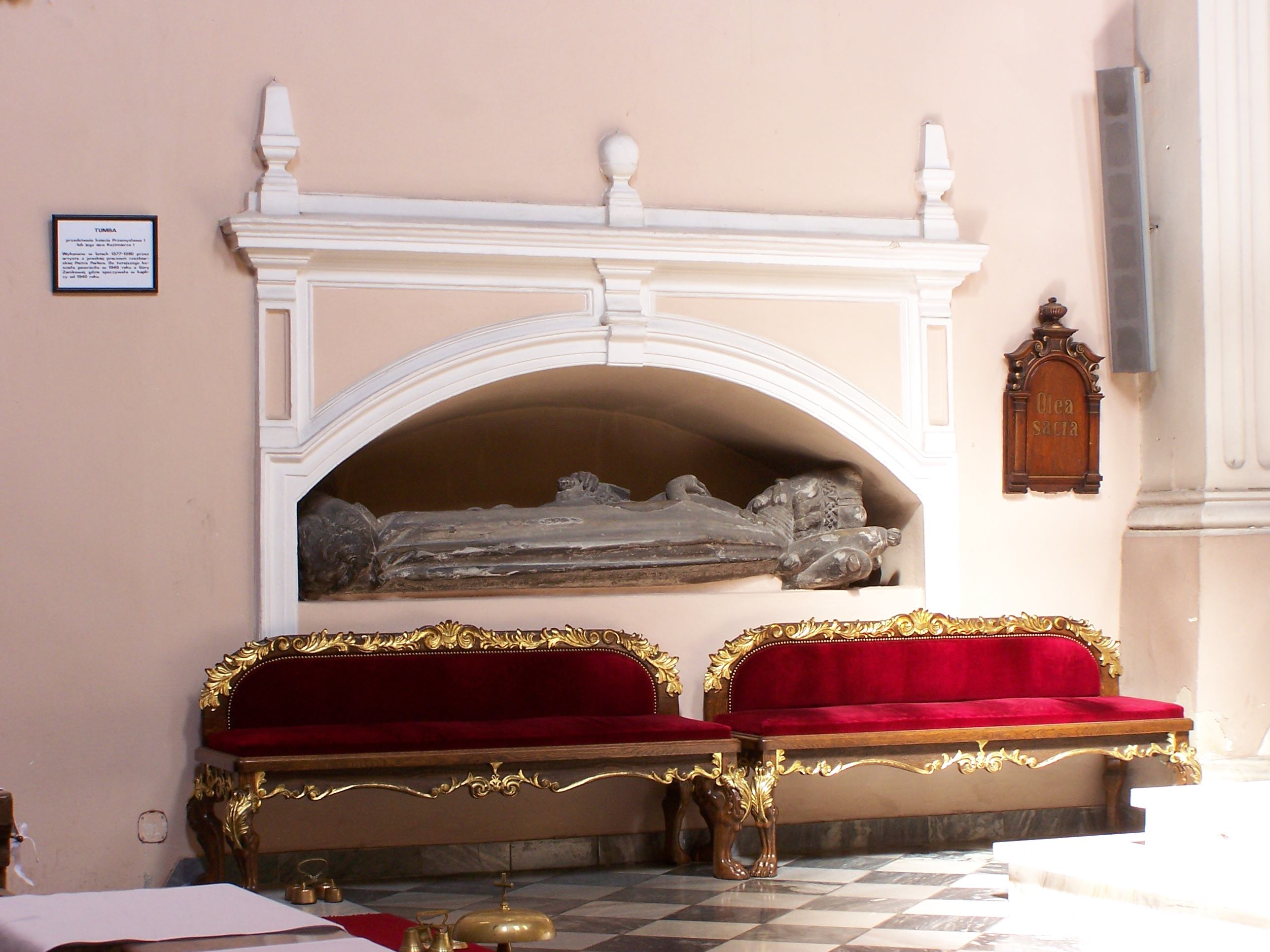
Náhrobník Přemysla I. Nošáka